# (8209) Toscanelli
(8209) Toscanelli ist ein Asteroid des Hauptgürtels, der am 28. Februar 1995 von den italienischen Astronomen Piero Sicoli und Pierangelo Ghezzi am Osservatorio Astronomico Sormano (IAU-Code 587) in Sormano entdeckt wurde.
Der Asteroid wurde am 6. August 2009 nach dem italienischen Mathematiker, Astronomen und Kartografen Paolo dal Pozzo Toscanelli (1397–1482) benannt.